# Селиванов, Иван Васильевич
Ива́н Васи́льевич Селива́нов (7 ноября (19 ноября) 1886 — 23 февраля 1942) — российский и советский военный деятель, кавалерист, участник Гражданской войны, Первой и Второй мировых войн, советско-польской войны. Трижды Краснознамёнец (1921, 1925, 1930). Генерал-лейтенант (1940). Необоснованно репрессирован, расстрелян. Реабилитирован посмертно.

## Молодость, Первая мировая и Гражданская война
Иван Селиванов родился 19 ноября (7 ноября по старому стилю) 1886 года в селе Овощи Новогригорьевского уезда Ставропольской губернии в крестьянской семье. Был старшим ребёнком в семье, рос крепким, здоровым и смекалистым. В двадцать лет стал молотобойцем у кузнеца в родном селе, также работал по найму батраком, землекопом, кочегаром. Уже во взрослом возрасте научился читать по букварю своего младшего брата.
В 1909 году его призвали на действительную службу в царскую армию сроком на 4 года. Селиванов был зачислен в 17-й Нижегородский драгунский полк. В 1913 году, после окончания действительной службы и выхода в запас он работал в селе родном селе машинистом на вальцовой мельнице. С началом Первой мировой войны, в 1914 году, Селиванов был вновь мобилизован и отправлен на фронт. Служил в 52-м артиллерийском дивизионе в должности орудийного номера, последний чин в царской армии — ефрейтор.
После Февральской революции он был избран членом солдатского комитета, вёл активную работу. Но вскоре, в числе других членов комитета, он был арестован представителями контрреволюционного офицерства и приговорён военно-полевым судом к расстрелу. Лишь события Октябрьской Революции спасли Селиванова и весь комитет от гибели.
В феврале 1918 года Иван Селиванов покинул действующую армию и вернулся в родное село Овощи. Был избран членом сельского Совета, заместителем заведующего земельным отделом. Вскоре после этого, Иван Васильевич создал в родном селе краснопартизанский отряд для борьбы с контрреволюционными бандами. Являлся активным участником Гражданской войны. В июле 1918 года вступил в Красную Армию. первые годы войны (1918—1919) поочередно занимал должности старшины, командира взвода, эскадрона и полка в 1-м кавалерийском полку 1-й Ставропольской кавалерийской дивизии.
С апреля 1919 года Селиванов командовал 33-м кавалерийским полком 6-й кавалерийской дивизии. В этой должности весной и летом 1919 года в районе Царицына и Астрахани он сражался с войсками Кавказской белогвардейской армии генерала Деникина и белоказаков генерала Мамонтова. Затем участвовал в Воронежско-Касторненской, Харьковской, Донбасской и Ростово-Новочеркасской операциях, а также в Егорлыкском сражении.
Иван Селиванов был известен не только как умелый командир кавалерийских соединений, но и как крепкий и мужественный боец. Один из его однополчан по 1-му кавалерийскому полку 1-й Ставропольской истребительной дивизии, Алексей Иванович Бурыкин, вспоминает о своём командире следующее:

Хорошо помню бой на речке Ташле под Ставрополем. Эскадрон Ивана Васильевича шел головным. Командир скрытно повел бойцов к окраинным домам, где размещался белогвардейский полк. Внезапное громовое «ура» и появление красной конницы привели белых в смятение. Они дрогнули, побежали.
В азарте схватки Селиванов один врезался вглубь конницы противника. Около десятка казаков окружили его. Но Иван Васильевич не зря слыл не только лихим рубакой, но и метким гранатометчиком. Спокойно соскочил с коня, размахнулся. Взрыв, второй, третий. Кольцо врагов поредело. А на помощь командиру уже летели бойцы его эскадрона.
Известно, что за годы гражданской войны Иван Васильевич Селиванов был ранен 9 раз.
В мае 1920 года Иван Селиванов был направлен на советско-польский фронт, а уже в октябре он сражался на Южном фронте в Крыму против войск генерала Врангеля. В том же году вступил в ряды ВКП(б).

## Межвоенный период
Так как в начале 20-х годов, Красная Армия испытывала острый недостаток в квалифицированных военных специалистах, способных героев-самородков гражданской войны направляли на военные курсы. Поэтому, с декабря 1921 года Селиванов состоял в подготовительной группе при Военной академии РККА.
5 июня 1921 года, приказом Революционного Военного Совета РСФСР № 190, за выдающиеся боевые заслуги в годы Гражданской войны, Иван Васильевич Селиванов награждён орденом Красного Знамени.

«Утверждается присуждение на основании приказов РВСР 1919 года за № 511 и 2322 Реввоенсоветом 1-й Конной армии ордена Красного Знамени… командиру 36-го кавалерийского полка 6-й кавдивизии тов. Селиванову Ивану Васильевичу за то, что, находясь в рядах Красной армии с самого начала её формирования в качестве рядового, а затем и командира, своими постоянными подвигами, храбростью и мужеством в боях воодушевлял товарищей и вел их к победе».— текста приказа РВС РСФСР № 190 от 5 июня 1921 года
После окончания курсов в 1923 году в академию не поступил, а направлен на командную работу. В августе 1923 года его направляют в Гомель на должность командира 1-й кавалерийской бригады 6-й Чонгарской кавалерийской дивизии Западного фронта, в апреле 1924 года переименованного в Западный военный округ.
С октября 1924 года Селиванов учился на Курсах усовершенствования высшего командного состава, которые окончил в 1925 году. С августа 1925 года — командир 1-й кавалерийской бригады 6-й Чонгарской кавалерийской дивизии. В том же году был награждён вторым орденом Красного Знамени. А в мае 1927 года он был переведен в Северо-Кавказский военный округ, в город Новочеркасск, где вступил в должность командира 3-й кавалерийской бригады 5-й кавалерийской дивизии.
22 февраля 1930 года согласно приказу РВС СССР № 153 «О награждении личного состава армии», подписанному народным комиссаром по военным и морским делам, председателем Революционного Военного Совета Климентом Ефремовичем Ворошиловым, Селиванов был награждён третьим орденом Красного Знамени.

«…В ознаменование исполнившегося десятилетия 1-й Конной армии, проделавшей героический боевой путь на фронтах беспримерной в истории борьбы пролетариата с многочисленными его врагами, Центральный Исполнительный Комитет Союза Советских Социалистических Республик, по ходатайству Революционного Военного Совета СССР, постановил наградить орденом Красного Знамени особо отличившихся бойцов 1-й Конной армии за их беззаветную преданность, героизм и личную храбрость…»— выдержка из текста приказа РВС СССР № 153 от 22 февраля 1930 года
Согласно этому приказу, третьим орденом Красного Знамени также были награждены и другие выдающиеся командиры: И. Р. Апанасенко, О. И. Городовиков, Е. И. Горячев, В. И. Книга, Г. И. Кулик, Г. Д. Михайловский, Д. И. Рябышев, П. Я. Стрепухов, С. К. Тимошенко и И. В. Тюленев.
В мае 1930 года Иван Селиванов был назначен командиром и военкомом 9-й отдельной кавалерийской бригады Особой Краснознамённой Дальневосточной армии (ОКДВА).
С октября 1931 по август 1933 года он вновь проходил учёбу, теперь уже в качестве слушателя особой группы Военной академии РККА имени М. В. Фрунзе. После окончания обучения, он был направлен командиром и комиссаром в хорошо известную ему ещё со времён Гражданской войны, знаменитую 6-ю Чонгарскую кавалерийскую дивизию, которая на тот момент дислоцировалась в Белорусском военном округе. С июля 1934 года состоял в распоряжении Управления по комначсоставу РККА.

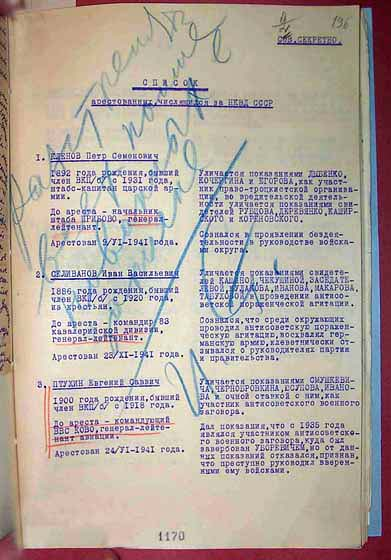
Заглавная страница «расстрельного» списка с именем И. В. Селиванова и наложенной личной резолюцией И. В. Сталина: «Расстрелять всех поименованных в записке. И. Ст.»

В январе 1935 года — командир 6-й Узбекской (с 1936 — 19-й Узбекской) горнокавалерийской дивизии Среднеазиатского военного округа. В 1937 году части этой дивизии были введены на территорию китайской провинции Синьцзян для подавления военного мятежа против дубаня. В это время избирался также кандидатом в члены ЦК КП(б) Узбекистана и депутатом Верховного совета Узбекской ССР. С августа 1939 года — командир 30-го стрелкового корпуса Орловского военного округа.

## Великая Отечественная война
В начале Великой Отечественной войны корпус под командованием генерал-лейтенанта Селиванова находился в резерве Ставки ВГК в составе 28-й армии. В середине июля 1941 года эта армия была передана Фронту резервных армий, а в конце июля — в состав Западного фронта.
В его составе 28-я армия принимала участие в Смоленском сражении, в ходе которого части 30-го стрелкового корпуса под командованием Селиванова вели ожесточенные оборонительные бои. А затем обеспечивали армейский контрудар по войскам противника из района Рославля в направлении городов Починок и Смоленск. Успех, достигнутый в начале контрудара, заставил противника сосредоточить против 28-й армии крупные силы, которые нанесли по ней удары с флангов. В результате часть сил армии, в том числе и 30-й стрелковый корпус, оказались в окружении.
В дальнейшем, в начале августа 1941 года, корпус под командованием Селиванова вел тяжелые оборонительные бои в окружении южнее посёлков Монастырщина и Хиславичи Смоленской области. В августе полевое управление армии было расформировано, а вышедшие из окружения части переданы на доукомплектование войск Резервного фронта. Генерал-лейтенанту Ивану Селиванову с группой бойцов удалось прорваться к своим войскам, при этом при выходе из окружения в конце августа 1941 года он получил ранение.
С 5 сентября по 23 октября 1941 года был командиром формирующейся в Среднеазиатском военном округе 83-й кавалерийской дивизией (Самарканд).
22 ноября 1941 года генерал-лейтенант Селиванов был арестован. На допросах сознался, что среди окружающих проводил пораженческую агитацию, восхвалял германскую армию, клеветнически отзывался о руководителях партии и правительства. По постановлению Особого совещания при НКВД СССР от 13 февраля 1942 года «за антисоветскую агитацию пораженческого характера» осужден, а уже 23 февраля того же года, расстрелян.
По постановлению Военной коллегии Верховного суда СССР от 4 сентября 1954 года дело в отношении Ивана Васильевича Селиванова было прекращено, он был реабилитирован.

## Воинские звания
- Комбриг (26.11.1935)
- Комдив (25.04.1939)
- Генерал-лейтенант (4.06.1940)

## Награды
- три ордена Красного Знамени (5 июня 1921 года[5], 13 июля 1925 года, 22 февраля 1930 года[6])
- Медаль «XX лет РККА» (22.02.1938)